# Anguipecten simoneae
Anguipecten simoneae is een tweekleppigensoort uit de familie van de Pectinidae. De wetenschappelijke naam van de soort is voor het eerst geldig gepubliceerd in 2009 door Morrison & Whisson.